# Friedland (Meclemburgo-Pomerania Anteriore)
Friedland è una città di 6.601 abitanti del Meclemburgo-Pomerania Anteriore, in Germania.
Appartiene al circondario della Seenplatte del Meclemburgo ed è capoluogo dell'Amt Friedland.